# Uchwyt rewolwerowy obiektywów

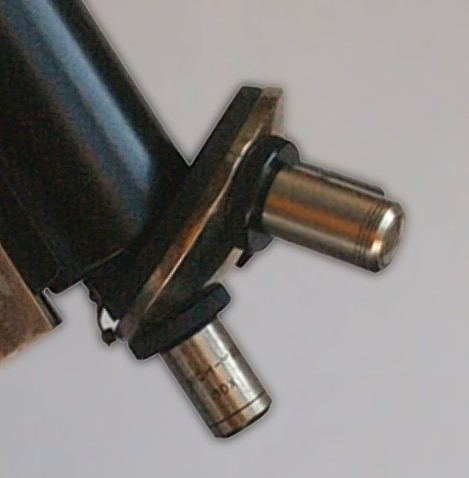
Uchwyt rewolwerowy obiektywów

Uchwyt rewolwerowy obiektywów – obiektywy mikroskopu są osadzone w gniazdach obrotowej tarczy - "rewolweru". Jego obracanie umożliwia prostą zmianę obiektywu, a tym samym używanego powiększenia.
Identyczne rozwiązanie było stosowane w niektórych kamerach filmowych i celownikach.